# Kletniá
Kletniá (ruso: Клетня́) es un asentamiento de tipo urbano de Rusia, capital del raión homónimo en la óblast de Briansk.
En 2021, el territorio del asentamiento tenía una población de 12 032 habitantes, de los cuales 11 947 vivían en el propio asentamiento y el resto repartidos en nueve pedanías (casi todos concretamente en el posiólok de Bystrianka, ya que las otras ocho pedanías están despobladas o casi despobladas).
Se ubica unos 70 km al oeste de la capital regional Briansk, cerca de la frontera con Bielorrusia.

## Historia
Fue fundado en 1880 como un asentamiento para el aprovechamiento forestal, inicialmente con el topónimo "Liúdinka" (Лю́динка). Pertenecía al uyezd de Briansk de la gobernación de Oriol, donde llegó a ser capital de vólost en 1918. Posteriormente, la Unión Soviética le dio estatus de capital distrital en 1929 y de asentamiento de tipo urbano en 1935, adoptando en este último año su actual topónimo. Durante la Gran Guerra Patria, su carácter forestal hizo que el área fuera uno de los principales centros de operaciones de los partisanos soviéticos. Actualmente, la economía local sigue basándose en los bosques, con fábricas de muebles y aserraderos.